# Periodyczne warunki brzegowe

Periodyczne warunki brzegowe w 2D

Periodyczne warunki brzegowe (PWB) – zbiór warunków brzegowych, które często wybierane są w celu przybliżenia dużego (nieskończonego) systemu poprzez wybór małej części zwanej komórką jednostkową.
PWB są często wykorzystywane w symulacjach komputerowych i modelach matematycznych. Topologia dwuwymiarowej komórki PWB jest równa topologii mapy świata niektórych gier wideo: gdy obiekt przechodzi przez jedną stronę komórki jednostkowej, pojawia się ponownie po przeciwnej stronie z taką samą prędkością.
Np. dynamika molekularna (DM) jest metodą symulacji zależnego od czasu zachowania się modelowego układu molekuł (atomy, cząsteczki). Atomy są traktowane jako punkty materialne obdarzone ładunkiem i połączone ze sobą wiązaniami. Ewolucja w czasie układu wzajemnie oddziałujących atomów jest opisywana dzięki numerycznemu całkowaniu ich równań ruchu przy zastosowaniu periodycznych warunków brzegowych odpowiednich z uwagi na symetrię badanego układu.
Metoda PWB sprowadza się do następujących założeń:
- jedna komórka reprezentuje właściwy układ, który podlega symulacji (na rysunku jest to komórka zaznaczona czarną obwódką),
- pozostałe komórki są jej dokładnymi kopiami, tzn. każda cząstka (atom) w komórce symulacyjnej posiada dokładne odpowiedniki w każdej z otaczających komórek,
- kiedy jakiś atom opuszcza komórkę symulacyjną, to jest natychmiast zastępowany przez inny, obdarzony tą samą prędkością, który przechodzi do komórki symulacyjnej z sąsiedniej komórki po drugiej stronie.

Dzięki temu liczba atomów w komórce symulacyjnej pozostaje stała. Ponadto, atomy nie czują wpływu sił powierzchniowych, które w tym porządku są nieobecne.